# 向井正雄
向井 正雄（むかい まさお、1958年1月17日 ～ ）は、日本の合唱指揮者である。日本合唱指揮者協会、21世紀の合唱を考える会=合唱人集団「音楽樹」各会員。宝塚国際室内合唱コンクール委員会理事。

## 人物
三重県松阪市出身。三重大学教育学部卒業。
これまでにErdei Péter氏、Fritz ter Wey氏、黒岩英臣氏、本山秀毅氏の指揮法クラスを受講。
本格的な室内合唱を目的として、「ヴォーカルアンサンブル《EST》」を設立し、同団の音楽監督・指揮者として現在に至る（1992-）。
マルクトオーバードルフ国際室内合唱コンペティション（2001ドイツ）にて“現代音楽解釈における最優秀指揮者賞”を、アレッツォ国際ポリフォニックコンペティション（2006イタリア）において“最優秀指揮者賞”を、東京国際合唱コンクール（2019日本）にて“最優秀指揮者賞”を受賞。
ヴォーカルアンサンブル《EST》は、2001年「第７回マルクトオーバードルフ国際室内合唱コンクール」（ドイツ）にて、“Achievement Level II -very good performance at an international level”を受賞。2003年「第15回ヨーロッパカンタート」(スペイン)に参加。2005年「第7回世界合唱シンポジウム」（日本）に招待合唱団として参加。2006年「第54回国際ポリフォニックコンテスト･イン･アレッツオ」(イタリア)にて、ポリフォニー部門1位受賞。2008年「招待公演」（台湾）、2009年「第38回フロリレージュ国際合唱コンクール」(フランス)にてグランプリ（総合１位）・聴衆賞・自由部門1位を受賞し、翌年「第22回ヨーロピアングランプリコンクール」(ブルガリア)への出場を果たす。2012年「第20回受賞者記念合唱祭」(フランス)に招待され、4都市の大聖堂で単独ツアーを行う。2015年「第63回ポリフォニックコンテスト･イン･アレッツオ」(イタリア)にて、混声部門1位・ロマン派部門1位・近現代部門1位を受賞。国内では「宝塚国際室内合唱コンクール」にて19回の金賞（グランプリ3回）、「全日本合唱コンクール」全国大会にて１０回の金賞（文部科学大臣賞３回）、「東京国際合唱コンクール」金賞（2019）を受賞を受賞。
また、宇治山田高校合唱部顧問指揮者として全日本合唱コンクール全国大会にて2回の金賞（教育長賞）に輝く。オーケストラとの共演を続けるやちまた混声合唱団創立当初から常任指揮者を務め、現在に至る（1993-）。公募合唱団を結成し、カーネギーホール（ニューヨーク）の音楽祭に出演(2017)。近年は、名古屋大学医学部混声合唱団音楽アドヴァイザー、各地で客演指揮者、合唱講師、コンクール審査員を務め、"若い合唱団のためのトータル合唱講習会" や“若い芽からのコーラスワークショップ”を主宰するなど、合唱音楽の普及に努めている。
ルネサンス期の教会音楽を合唱の基本と位置づけ最も得意とするほか、邦人曲や世界各地の民俗音楽にも関心の幅を広げている。
宝塚国際室内合唱コンクール委員会理事。日本合唱指揮者協会、２１世紀の合唱を考える会＝合唱人集団「音楽樹」会員。